# Cova da Iria

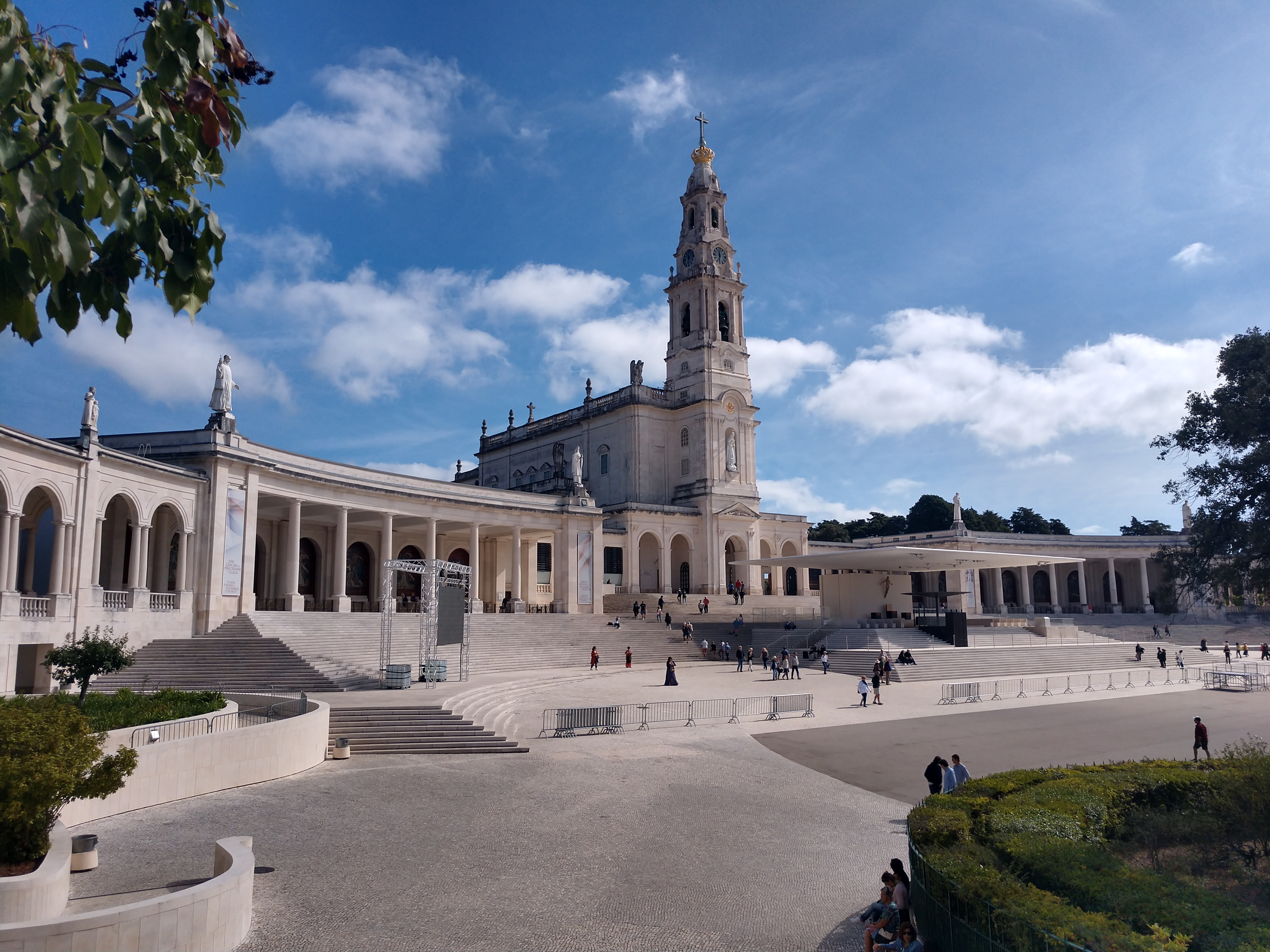
El Santuario de Nuestra Señora de Fátima se encuentra en la Cova da Iria, en Portugal.

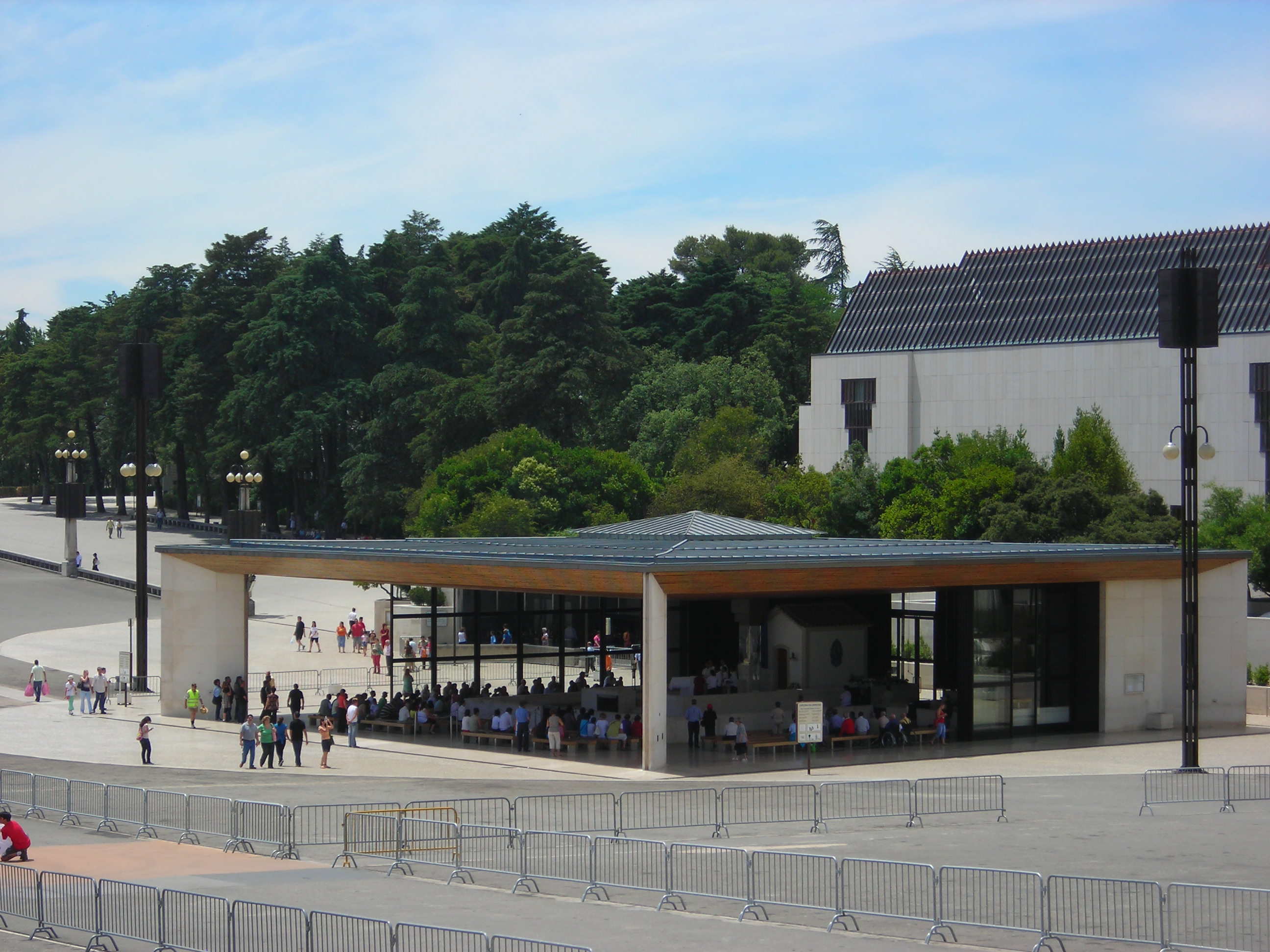
Vista general de la Capilla de las Apariciones que se encuentra en la Cova da Iria, en Fátima.

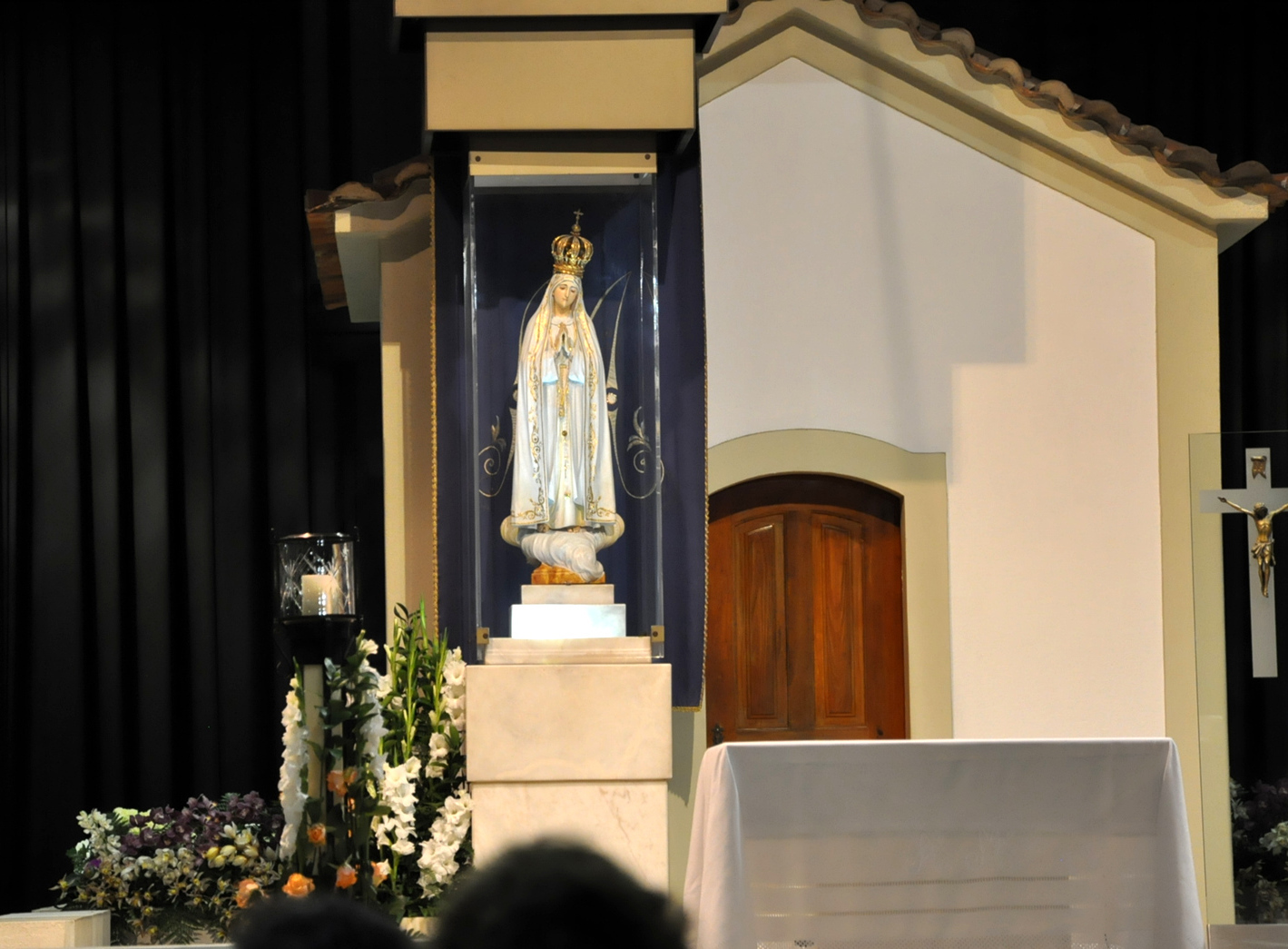
La Capilla de las Apariciones con la venerada imagen de Nuestra Señora de Fátima.

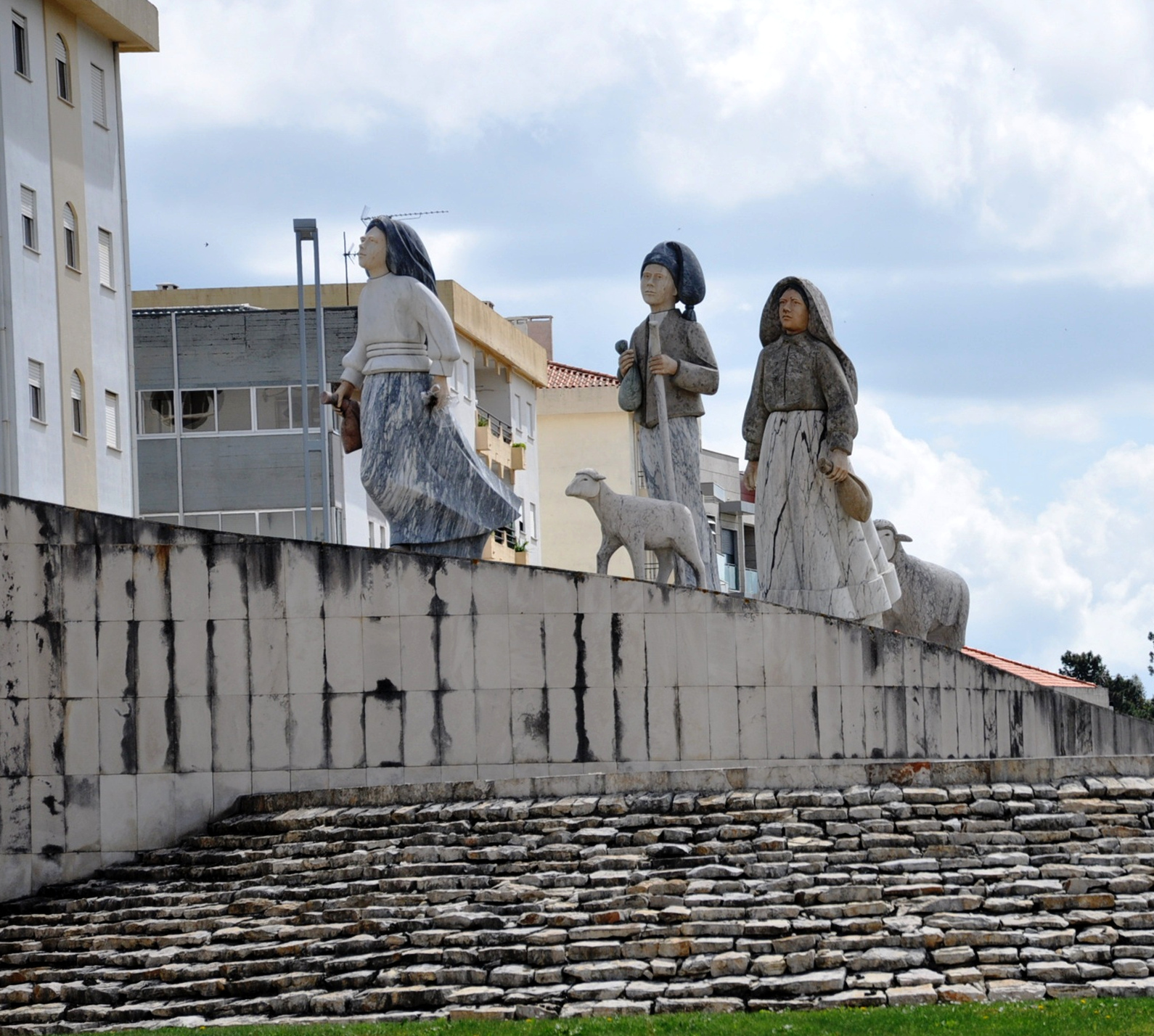
Monumento a los Pastorcitos de Fátima en la Rotonda Sur y avenida dedicada a ellos.

La Cova da Iria es un lugar en la ciudad y parroquia de Fátima, en el municipio de Ourém, distrito de Santarém, perteneciente a la provincia de Beira Litoral, en la región del Centro y subregión del Medio Tajo, en Portugal.
Es considerada la zona noble de la ciudad de Fátima donde, en la actualidad, existen numerosos conventos, hoteles y albergues de peregrinos. Se encuentra en las proximidades de los lugares de Aljustrel y Valinhos que también pertenecen a la parroquia de Fátima.

## Historia
Cova da Iria fue el nombre dado a una vasta tierra que pertenecía a la familia de Lucía dos Santos. En ese sitio fue construido inicialmente la Capilla de las Apariciones del Santuario de Fátima, que marca el sitio donde apareció la Santísima Virgen María a tres pastorcitos en 1917.
Debido al Santuario de Nuestra Señora de Fátima, edificado en el lugar de la Cova da Iria, la ciudad de Fátima se ha convertido en uno de los más importantes destinos internacionales de turismo religioso, recibiendo cerca de seis millones de personas al año.

## Calles
El lugar (o barrio) de la Cova da Iria contiene 81 calles. Son ellas:
| - Avenida Beato Nuno | - Rua da Padroeira | - Rua de São Pedro | - Rua João Paulo II |